# Wongok-dong
Wongok-dong (koreanska: 원곡동) är en stadsdel i staden Ansan i provinsen Gyeonggi i den nordvästra delen av Sydkorea, 30 km söder om huvudstaden Seoul. Den ligger i stadsdistriktet Danwon-gu.